# Nicholas Musuraca
Nicholas Musuraca, auch Nick Musuraca (* 25. Oktober 1892 in Riace, Italien; † 3. September 1975 in Los Angeles, Kalifornien, USA) war ein italienischstämmiger Kameramann beim Hollywoodfilm mit einigen bedeutenden Leistungen in den 1940er Jahren.

## Leben
Musuraca hat sich vor allem einen Namen als vom deutschen Filmexpressionismus der 20er Jahre beeinflusster Schwarzweißfotograf im Dienst der RKO Pictures gemacht. Über den Filmpionier J. Stuart Blackton, für den er zu Beginn der 1910er Jahre als Chauffeur gearbeitet hatte, stieß Musuraca zum Film. Seine eigentliche Laufbahn begann er 1913 als Filmvorführer. In der Folgezeit war er als Filmeditor und Regieassistent bei der New Yorker Produktionsfirma Vitagraph tätig. 1918 rückte Nicholas Musuraca zum einfachen Kameramann auf, fünf Jahre später durfte er erstmals einen Film als Chefkameramann fotografieren.
Bis in die ausgehenden 30er Jahre fotografierte Musuraca durchgehend B- und C-Filme, darunter eine Fülle von Serienwestern, Lustspielen und Melodramen. Nachdem er 1939 an der Seite des berühmten Kollegen Karl Freund Rouben Mamoulians Adaption von Clifford Odets’ Theaterstück Golden Boy fotografieren durfte, konnte Musuraca auch an höherwertigen Filmen arbeiten. Vor allem seine stimmungsvolle Schwarzweißfotografie zu Jacques Tourneurs Horrorklassiker Katzenmenschen, bei dem Musuraca sein beachtliches Talent für Licht- und Schatteneffekte unter Beweis stellen konnte, brachte ihm Anerkennung. Daraufhin fotografierte er 1945 Robert Siodmaks Thriller Die Wendeltreppe. Auch diesmal evozierten seine expressionistisch anmutenden Kamerafahrten unterschwellig lauernde Gefahren heraufbeschwörende Stimmungen. Von seinen späteren Arbeiten ist vor allem die Kameraarbeit zu Robert Wises Western Nacht in der Prärie und George Stevens Familienmelodram Geheimnis einer Mutter bemerkenswert. Für diese Leistung erhielt Musuraca 1949 eine Oscarnominierung.
Darüber hinaus fotografierte Nicholas Musuraca eine Reihe von Routinewestern mit Tim Holt und Anfang der 50er Jahre zwei Nebenwerke Fritz Langs. Seit seinem Weggang vom Kinofilm 1958 hat sich Nicholas Musuraca auf die Arbeit für das Fernsehen konzentriert und fotografierte vor allem eine Reihe von Serien. 1966 zog er sich ins Privatleben zurück.

## Filmografie
- 1923: On the Banks of the Wabash
- 1926: Hell Bent for Heaven
- 1926: The Passionate Quest
- 1926: The Gilded Highway
- 1927: Die Schuld des Tom Carrigan (The Desert Pirate)
- 1927: His New York Wife
- 1927: The Sonora Kid
- 1927: The Cherokee Kid
- 1927: Cyclone of the Range
- 1927: Tom’s Gang
- 1928: Last Lap
- 1928: Orphan of the Sage
- 1928: South Sea Love
- 1928: Tropic Madness
- 1928: The Avenging Rider
- 1928: Terror
- 1928: Dog Justice
- 1929: Gun Law
- 1929: Idaho Red
- 1929: The Red Sword
- 1930: The Cuckoos
- 1930: Inside the Line
- 1930: The Conspiracy
- 1931: Cracked Nuts
- 1931: Too Many Crooks
- 1931: Smart Woman
- 1932: Men of Chance
- 1932: Haunted Gold
- 1933: Crossfire
- 1933: Cheyenne Kid
- 1933: Headline Shooter
- 1934: Where Sinners Meet
- 1934: Novak liebt Amerika (Romance in Manhattan)
- 1934: The Richest Girl in the World
- 1935: Old Man Rhythm
- 1935: Village Tale
- 1936: Two in the Dark
- 1936: Silly Billies
- 1936: Second Wife
- 1937: Saturday’s Heroes
- 1937: China Passage
- 1937: The Big Shot
- 1937: Danger Patrol
- 1938: Quick Money
- 1938: Blind Alibi
- 1938: Night Spot
- 1938: Pacific Liner
- 1939: Golden Boy
- 1939: Sorority House
- 1939: Black River (Allegheny Uprising)
- 1940: Die Insel der Verlorenen (Swiss Family Robinson)
- 1940: A Bill of Divorcement
- 1940: Stranger on the Third Floor
- 1941: Lady Scarface
- 1941: Little Man
- 1941: Play Girl
- 1942: Die Flotte bricht durch (The Navy Comes Through)
- 1942: Katzenmenschen (Cat People)
- 1943: Auf ewig und drei Tage (Forever and a Day)
- 1943: Ohne Rücksicht auf Verluste (Bombardier)
- 1943: The Ghost Ship
- 1943: The Fallen Sparrow
- 1943: The Seventh Victim
- 1944: The Curse of the Cat People
- 1944: Ledernacken (Marine Raiders)
- 1944: Stahlgewitter (Back to Bataan)
- 1945: Am Himmel von China (China Sky)
- 1945: Die Wendeltreppe (The Spiral Staircase)
- 1945: Deadline at Dawn
- 1946: Bedlam
- 1946: The Locket
- 1946: So einfach ist die Liebe nicht (The Bachelor and the Bobby-Soxer)
- 1947: Goldenes Gift (Out of the Past)
- 1947: Geheimnis einer Mutter (I remember Mama)
- 1948: Nacht in der Prärie (Blood on the Moon)
- 1949: Stagecoach Kid
- 1949: The Woman on Pier 13
- 1950: Born to be Bad
- 1950: Dynamite Pass
- 1951: Auf Bewährung freigelassen (The Company She Keeps)
- 1951: The Whip Hand
- 1951: Hot Lead
- 1951: Trail Guide
- 1952: Vor dem neuen Tag (Clash by Night)
- 1952: Explosion in Nevada (Split Second)
- 1953: Gardenia – Eine Frau will vergessen (The Blue Gardenia)
- 1953: Hölle der Gefangenen (Devil’s Canyon)
- 1953: The Hitch-Hiker
- 1953: Eine Nacht mit Susanne (Susan Slept Here)
- 1954: The Lone Wolf (TV-Serie)
- 1955: Stage 7 (TV-Serie)
- 1957: Those Whiting Girls (TV-Serie)
- 1957: The Story of Mankind
- 1958: Ihr Leben war ein Skandal (Too Much Too Soon)
- 1960: Großstadt-Hyänen (The Lawbreakers) (Fernsehfilm)
- 1962–65: The Jack Benny Programm (TV-Serie)
- 1965/66: McHale‘s Navy (TV-Serie)
- 1966: F Troop (TV-Serie)